# 上原淳
上原 淳（うえはら あつし、1964年〈昭和39年〉6月19日 - ）は、日本の運輸・国土交通官僚。

## 経歴
兵庫県加古川市出身。兵庫県立加古川東高等学校を経て、1987年3月に東京大学経済学部を卒業。国家公務員採用Ⅰ種試験(経済)に合格して、同年4月に運輸省入省。
2019年7月9日から海上保安庁次長を務めた。
2020年7月21日、国土交通省鉄道局長に就任。専門誌向けの就任会見で、JR貨物のサービス向上やAIなどの技術革新の推進について期待感を示し、また災害時の代替輸送としての鉄道網を強化していく考えを述べた。
2023年7月11日、国土交通審議官に就任。2024年7月1日、辞職。
2024年11月、一般財団法人運輸総合研究所理事長に就任、2025年5月に辞職。
2025年5月より東京地下鉄株式会社（東京メトロ）代表取締役副社長を務める。

## 年表
- 1987年
  - 03月：東京大学経済学部卒業[3]
  - 04月：運輸省入省[3]
- 1992年02月：運輸省近畿運輸局運航部輸送課長[3]
- 1993年07月：運輸省鉄道局国有鉄道清算業務指導課土地処分対策室補佐官[3]
- 1994年08月：運輸省大臣官房人事課付（外務研修）[3]
- 1995年04月：外務省在タイ日本国大使館二等書記官[3]
- 1997年04月：外務省在タイ日本国大使館一等書記官[3]
- 1998年07月：運輸省航空局監理部航空事業課補佐官[3]
- 2000年08月：奈良県企画部交通政策課長[3]
- 2001年04月：奈良県企画部次長（国際・学研協力担当）[3]
- 2003年07月：国土交通省総合政策局環境・海洋課地球環境対策企画官[3]
- 2004年07月：国土交通省大臣官房総務課企画官（総合政策局）[3]
- 2005年08月：国土交通省大臣官房総務課企画官[3]
- 2006年07月：国土交通省自動車交通局総務課企画室長[3]
- 2007年07月：国土交通省自動車交通局貨物課長[3]
- 2008年
  - 08月：国土交通省大臣官房付（谷垣禎一国土交通大臣秘書官事務取扱）[3]
  - 09月：国土交通省航空局空港部関西国際空港・中部国際空港監理官[3]
- 2010年
  - 04月：国土交通省大臣官房参事官（近畿圏・中部圏空港担当）[3]
  - 08月：国土交通省大臣官房付（内閣官房総合海洋政策本部事務局参事官）[3]
- 2011年08月：国土交通省大阪航空局次長[3]
- 2012年
  - 04月：新関西国際空港（株）経営企画部長[3]
  - 07月：新関西国際空港（株）経営戦略室長[3]
- 2013年07月：国土交通省総合政策局公共交通政策部交通計画課長[3]
- 2014年07月：観光庁総務課長[3]
- 2015年07月：海上保安庁総務部政務課長[3]
- 2016年06月：国土交通省大臣官房総務課長[3]
- 2017年07月：海上保安庁総務部長[3]
- 2019年07月09日：海上保安庁次長[3][6]
- 2020年07月21日：国土交通省鉄道局長[7]
- 2023年07月11日：国土交通審議官[1]
- 2024年07月01日：辞職[2]